# Jesús Dueñas
Jesús Alberto Dueñas Manzo (* 16. März 1989 in Zamora de Hidalgo, Michoacán) ist ein mexikanischer Fußballspieler, der in der Abwehr bzw. im defensiven Mittelfeld agiert.

## Laufbahn
Dueñas begann seine Laufbahn im Nachwuchsbereich der UANL Tigres, bei denen er auch seinen ersten Profivertrag erhielt. Seine ersten Profieinsätze absolvierte Dueñas in der Saison 2007/08 auf Leihbasis beim Zweitligisten Petroleros de Salamanca. Seit der Saison 2009/10 gehört Dueñas zum Kader der ersten Mannschaft der Tigres, mit denen er sowohl in der Apertura 2011 als auch in der Apertura 2015 die mexikanische Fußballmeisterschaft und in der Clausura 2014 den mexikanischen Fußballpokalwettbewerb gewann.
Seit 2015 gehört Dueñas auch zum Aufgebot der mexikanischen Nationalmannschaft und 2016 zum mexikanischen Kader bei der Copa América 2016.

## Erfolge
- Mexikanischer Meister: Apertura 2011, Apertura 2015
- Mexikanischer Pokalsieger: Clausura 2014
- CONCACAF Gold Cup: 2015